# Cataulacus striativentris
Cataulacus striativentris är en myrart som beskrevs av Santschi 1924. Cataulacus striativentris ingår i släktet Cataulacus och familjen myror. Inga underarter finns listade.

## Bildgalleri

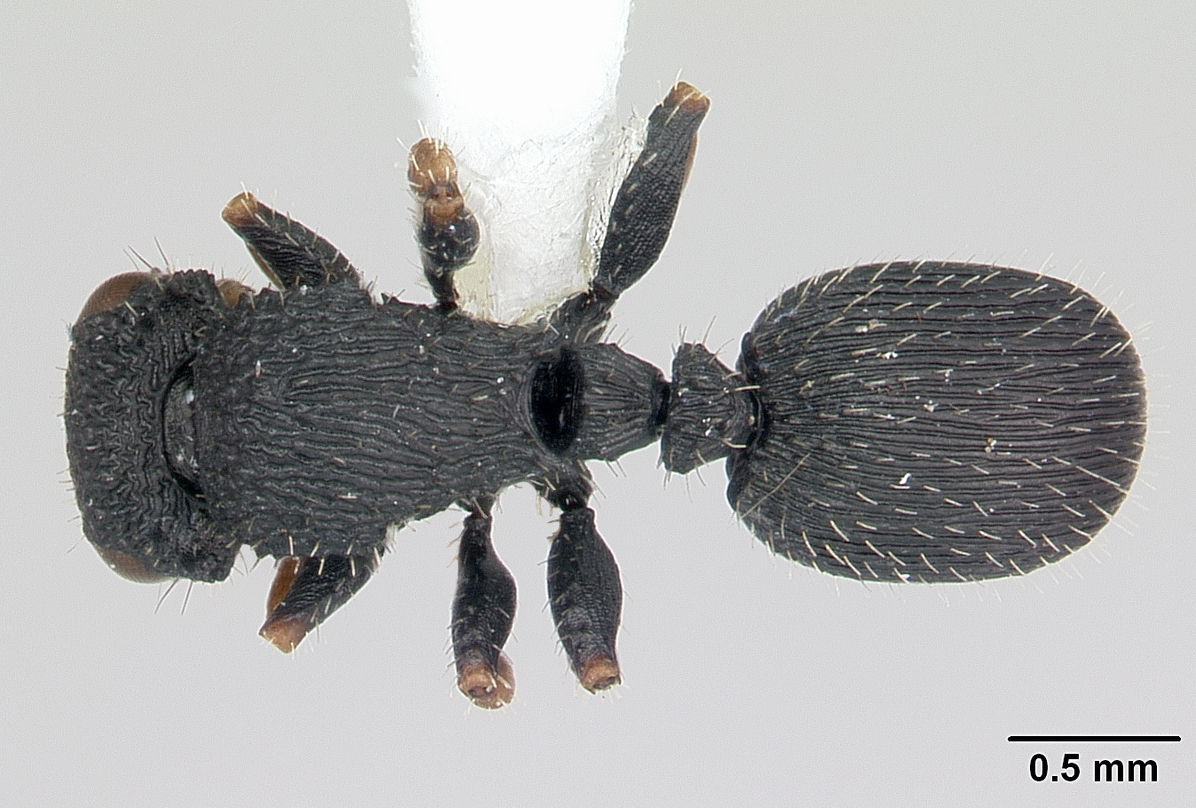
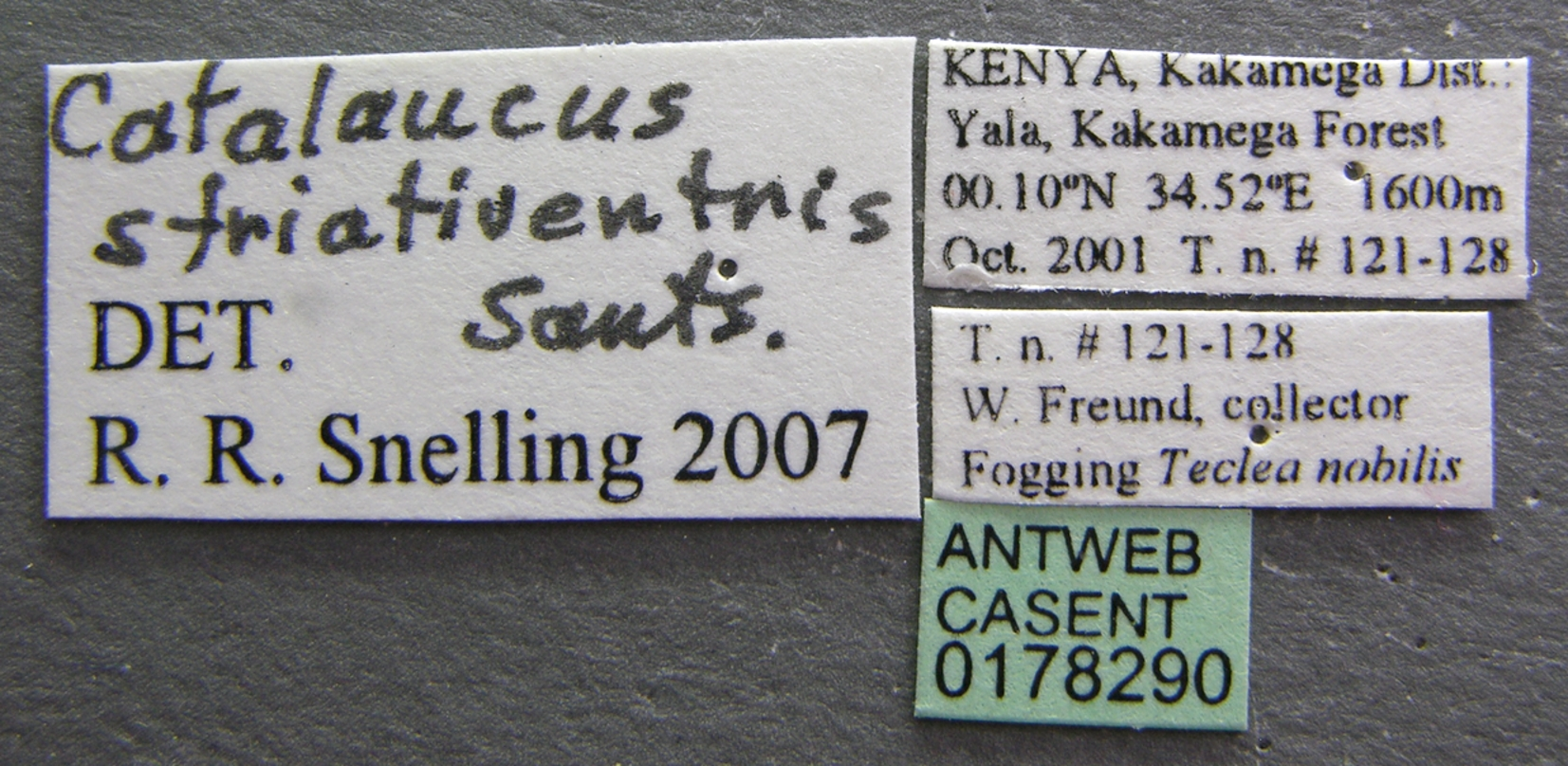
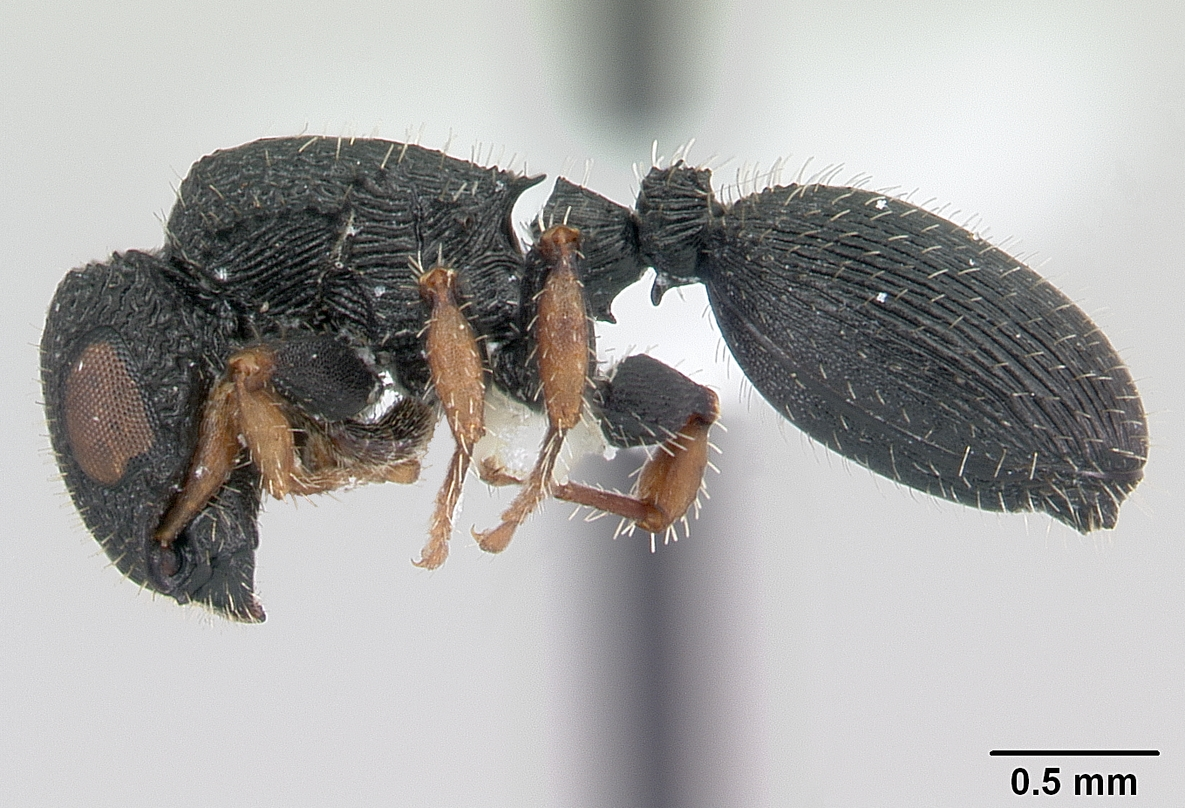
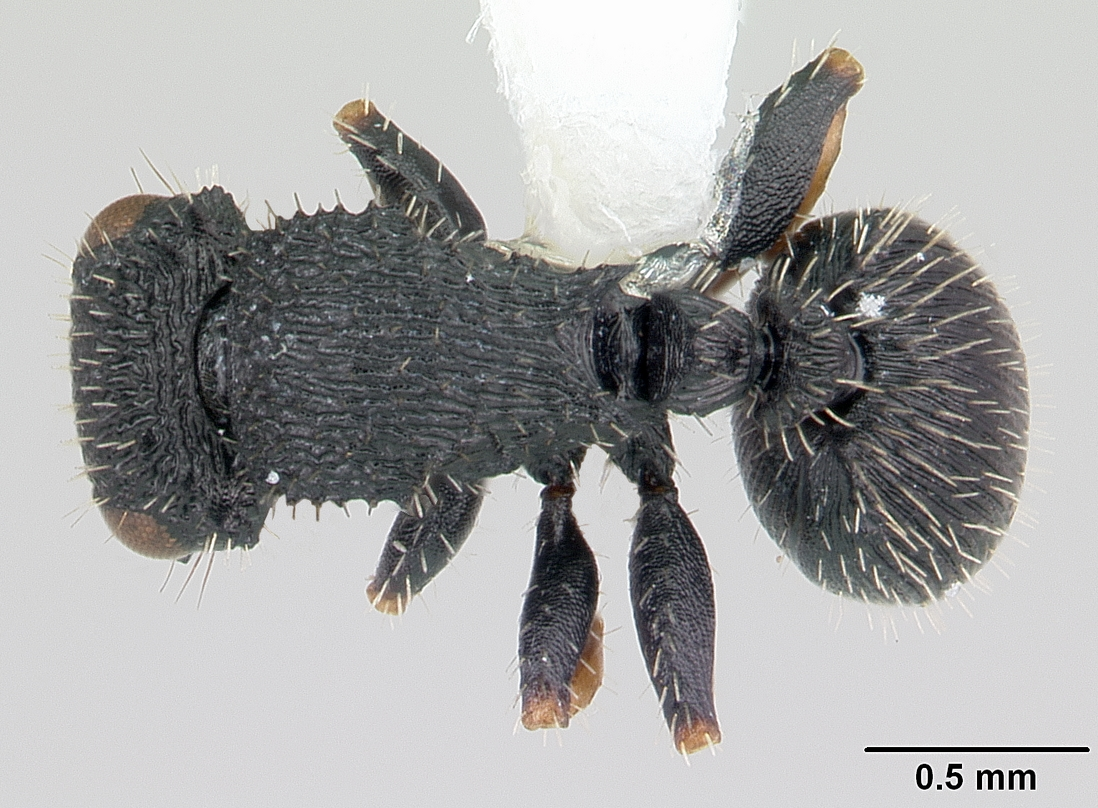
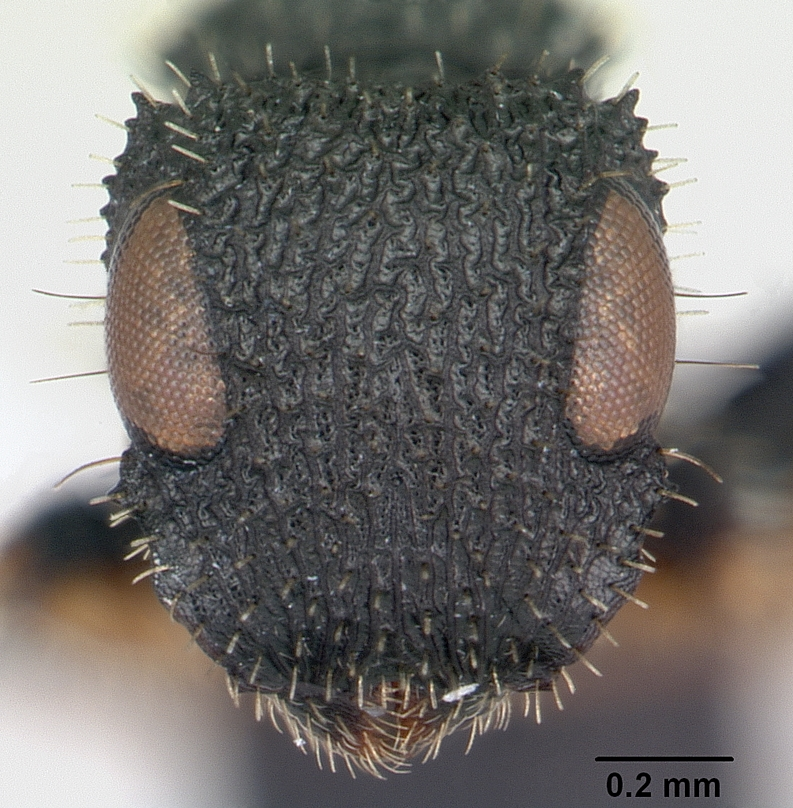
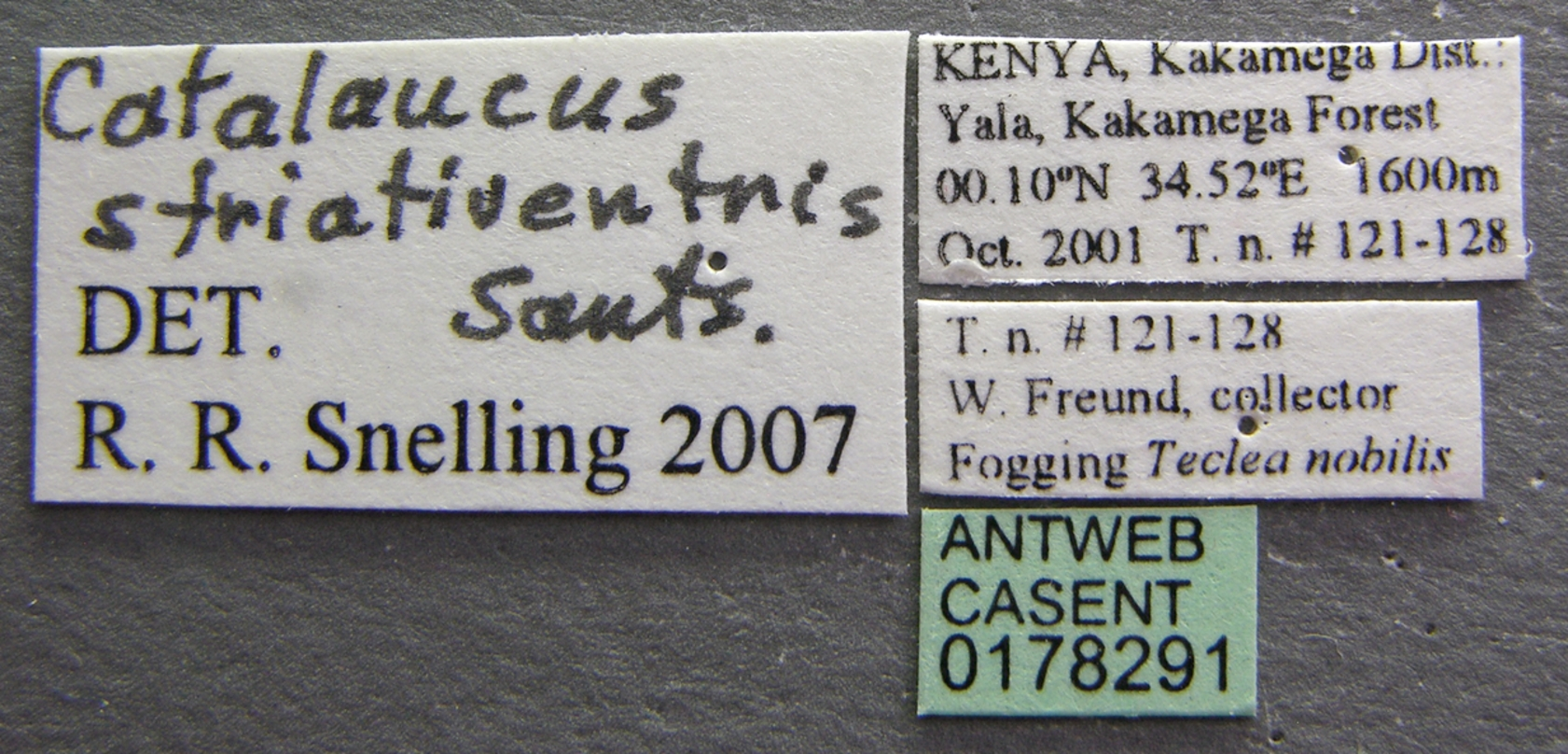